# Franklin County (Massachusetts)
Das Franklin County ist ein County im Bundesstaat Massachusetts der Vereinigten Staaten. Der Verwaltungssitz (County Seat) ist Greenfield. Das U.S. Census Bureau hat bei der Volkszählung 2020 eine Einwohnerzahl von 71.029 ermittelt.
Nach Abschaffung der Bezirksregierung 1997 existiert das County nur noch als historische geographische Region und dient einigen administrativen Zwecken.

## Regierung
Wie eine knappe Mehrheit der Countys in Massachusetts besitzt das Franklin County heute keine County-Regierung mehr. Alle vorherigen Aufgaben des Countys wurden 1997 durch Staatsbehörden übernommen. Der Sheriff und einige andere regionale Beamte mit besonderen Aufgaben werden noch immer lokal gewählt, um Aufgaben innerhalb des Countys wahrzunehmen. Die Gemeinden haben nun eine größere Autonomie und können regionale Verträge abschließen, um Dienstleistungen gemeinsam anzubieten.

## Geographie
Das County hat eine Fläche von 1877 Quadratkilometern, wovon 59 Quadratkilometer Wasserfläche sind. Es grenzt im Uhrzeigersinn an folgende Countys: Windham County (Vermont), Cheshire County (New Hampshire), Worcester County, Hampshire County und Berkshire County.

## Geschichte
Das Franklin County wurde 1811 aus Teilen des Hampshire County gebildet.
Ein Ort im Franklin County hat aufgrund seiner geschichtlichen Bedeutung den Status einer National Historic Landmark, der Old Deerfield Historic District. 51 Bauwerke und Stätten des Countys sind insgesamt im National Register of Historic Places eingetragen (Stand 17. November 2017).

## Demographie
Laut der Volkszählung im Jahr 2000 lebten im Franklin County 71.535 Einwohner in 29.466 Haushalten und 18.416 Familien. Die Bevölkerung setzte sich aus 95,40 Prozent Weißen, 0,89 Prozent Afroamerikanern, 1,04 Prozent Asiaten und 0,29 Prozent amerikanischen Ureinwohnern zusammen. 1,99 Prozent der Bevölkerung waren spanischer oder lateinamerikanischer Abstammung. Das Prokopfeinkommen betrug 20.672 US-Dollar; 6,5 Prozent der Familien sowie 9,4 Prozent der Bevölkerung lebten unter der Armutsgrenze.

## Städte und Gemeinden

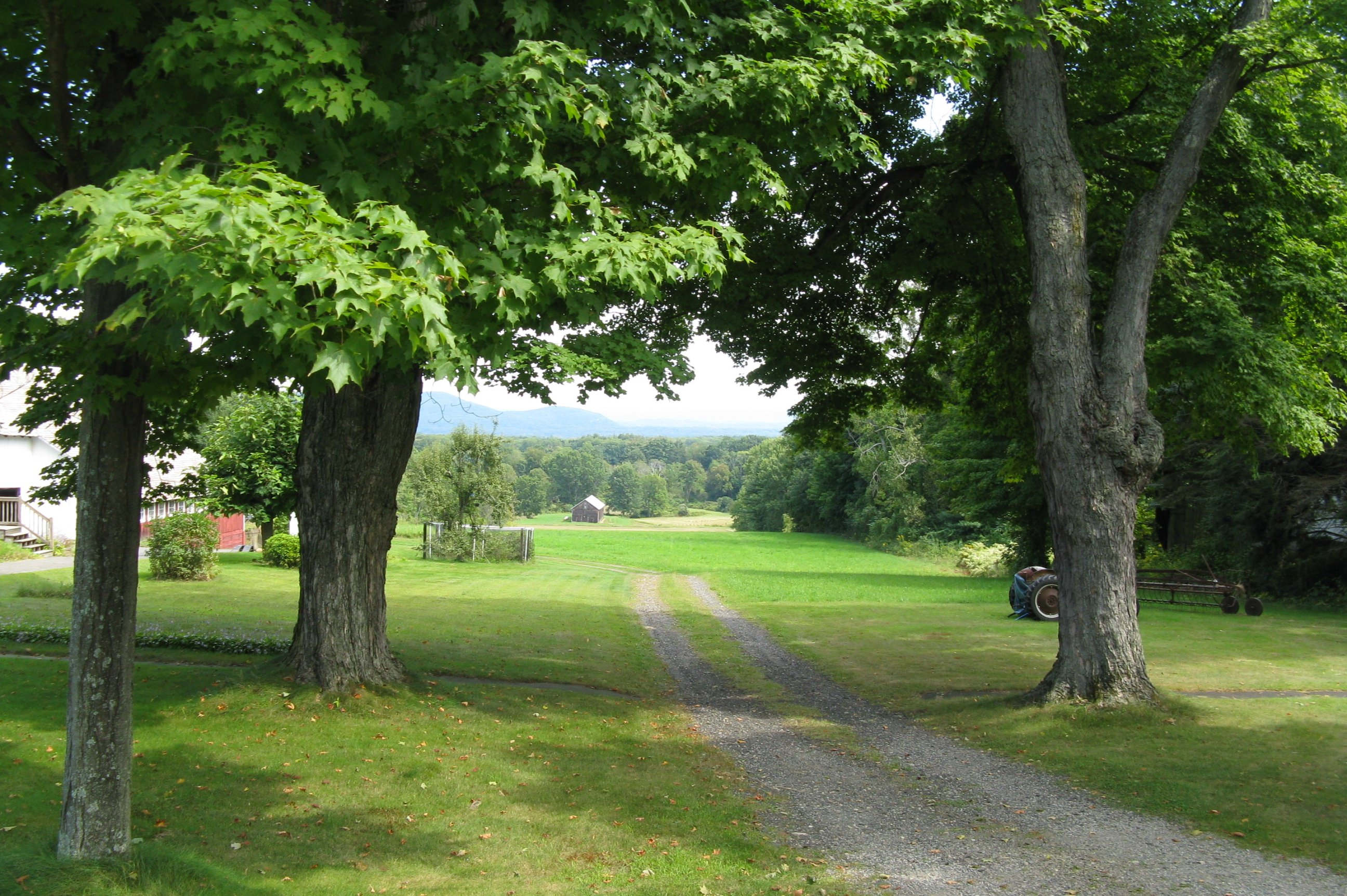
Whately

| - Ashfield - Bernardston - Buckland - Charlemont - Colrain - Conway | - Deerfield - Erving - Gill - Greenfield - Hawley | - Heath - Leverett - Leyden - Monroe - Montague | - New Salem - Northfield - Orange - Rowe - Shelburne | - Shutesbury - Sunderland - Warwick - Wendell - Whately |